# 日本汉甲螨属
日本汉甲螨属（学名：Nippohermannia）为矮汉甲螨科的一个属。有资料也将该属归为矮汉甲螨属（Nanhermannia Berlese, 1913）的一个亚属。

## 下级分类
本属包括以下物种：
- 平行日本汉甲螨 Nippohermannia parallela = Nanhermannia (Nippohermannia) parallela Aoki, 1961